# John W. Bowen

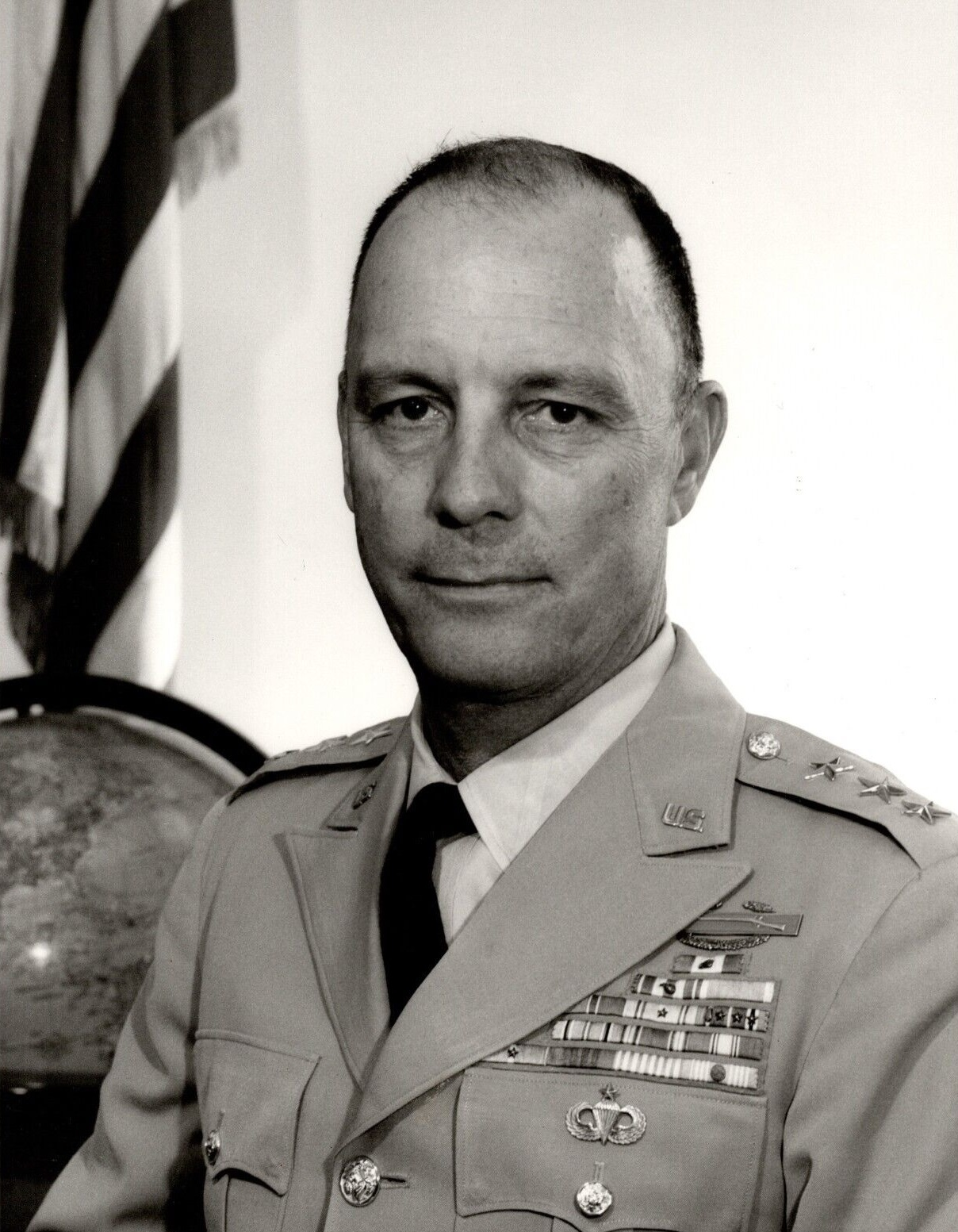
Generalleutnant John W. Bowen

John William Bowen (* 3. Juli 1910 in Zamboanga del Sur, Philippinen; † 18. August 1977 in San Francisco, Kalifornien) war ein US-amerikanischer Offizier der US Army und zuletzt Generalleutnant, der unter anderem zwischen 1956 und 1957 Kommandeur der 82. Luftlandedivision (82nd Airborne Division), 1964 kommissarischer Kommandierender General der Dritten US-Armee (Third US Army) sowie von 1964 bis 1965 Kommandierender General des XVIII. Luftlandekorps (XVIII Airborne Corps) war.

## Leben

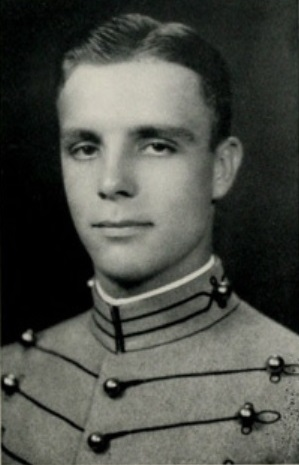
John W. Bowen als Absolvent der US Military Academy (1932).

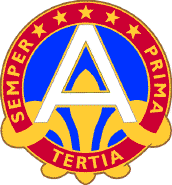
Generalleutnant Bowen war 1964 kommissarischer Kommandierender General der Dritten US-Armee (Third US Army).

John William Bowen, Sohn von Oberst Burton E. Bowen und dessen Ehefrau Edith Moore Bowen, besuchte zwischen dem 9. Juli 1927 und dem 27. Juni 1928 die Woodward Academy und begann daraufhin am 2. Juli 1928 eine Offiziersausbildung an der US Military Academy in West Point, die er am 9. Juni 1932 mit einem Bachelor of Science (B.S.) beendete. Er wurde daraufhin als Leutnant (Second Lieutenant) der Infanterie in die US Army übernommen. Nach verschiedenen Verwendungen besuchte er 1937 einen Lehrgang an der US Army Infantry School in Fort Benning und wurde am 9. September 1940 zum Hauptmann (Captain) der Army of the United States (AUS) befördert. Während des Zweiten Weltkrieges war er zwischen 1943 und 1944 Kommandeur des 26. Infanterieregiments (26th Infantry Regiment) und nahm mit diesem unter anderem Tunesienfeldzug, der „Operation Husky“ genannten alliierten Landung auf Sizilien (10. Juli bis 17. August 1943) sowie der „Operation Neptune“ genannten alliierten Landung in der Normandie am 6. Juni 1944 teil. Für seine militärischen Verdienste in dieser Verwendung wurde er 1943 und 1944 mit dem Silver Star sowie zudem 1944 mit dem Legion of Merit ausgezeichnet.
1944 wurde Bowen in den Generalstab des Heeres ins Kriegsministerium (US Department of War) versetzt und war als Oberstleutnant (Lieutenant Colonel) zwischen November 1944 und Februar 1948 Sekretär des Generalstabes. Für seine Verdienste in dieser Zeit wurde ihm am 28. Januar 1948 erstmals die Army Distinguished Service Medal verliehen. Nachdem er 1949 Absolvent des National War College (NWC) in Fort Lesley J. McNair war, folgte zwischen 1949 und 1951 eine Verwendung im US-Karibikkommando, aus dem 1953 das US-Südkommando SOUTHCOM (US Southern Command) hervorging. Nach seiner Rückkehr war er zwischen 1951 und 1953 als Instrukteur am National War College tätig und wurde am 2. März 1952 zum Generalmajor (Major General) der AUS befördert. Anschließend wurde er nach Südkorea versetzt und fungierte zwischen dem 30. Juni 1953 und dem 27. April 1956 als stellvertretender Chef des Stabes der dort stationierten Achten US-Armee (Eighth United States Army), deren damalige Kommandeure General Maxwell D. Taylor (11. Februar 1953 bis März 1955) beziehungsweise General Lyman L. Lemnitzer (März 1955 bis 1957) waren. Zugleich war er in Personalunion von 1954 bis 1956 als Assistierender Chef des Stabes (J-3) und damit zuständig für die Führung laufender Operationen im Stab des US-Fernostkommandos FECOM (Far East Command). Für seine Verdienste in diesen Funktionen wurde er am 19. April 1956 erneut mit der Army Distinguished Service Medal ausgezeichnet.
Als Nachfolger von Generalmajor Thomas J. H. Trapnell wurde Bowen am 14. September 1956 Kommandeur der 82. Luftlandedivision (82nd Airborne Division) und hatte dieses Kommando bis zum 27. Dezember 1957 inne, woraufhin Generalmajor Hamilton H. Howze am 2. Januar 1958 ihn ablöste. Nachdem er zwischen dem 2. Januar 1958 und dem 10. Januar 1961 assistierender Chef des Heeresstabes für Reservekomponenten (Assistant Chief of Staff for Reserve Components) war, fungierte er von 1961 bis 1964 als Direktor der Abteilung für militärische Unterstützung im Stab des US-Europakommandos EUCOM (US European Command). Am 14. September 1963 wurde er zum Generalleutnant (Lieutenant General) befördert. Nach Ende der Dienstzeit von Generalleutnant Albert Watson II wurde er am 16. Juli 1964 kommissarischer Kommandierender General der Dritten US-Armee (Third US Army) und hatte diese Funktion bis zum Dienstantritt von Generalleutnant Charles W. G. Rich am 31. Juli 1964 für vierzehn Tage inne. Er selbst wurde daraufhin 1964 Nachfolger von Generalleutnant William Westmoreland sowie nach einer vorübergehenden kommissarischen Amtsführung durch Harry H. Critz 1964 Kommandierender General des XVIII. Luftlandekorps (XVIII Airborne Corps) und verblieb auf diesem Posten bis zu seiner Ablösung durch Generalleutnant Bruce Palmer 1965, wobei zuvor Brigadegeneral John A. Seitz (1965), Brigadegeneral Roderick Wetherill (1965) und Generalmajor Joe S. Lawrie (1965) jeweils kurzzeitig kommissarische Kommandierende Generale waren. Zuletzt wurde er 1965 Chef des Stabes des US-Europakommandos und hatte diesen Posten bis Juli 1968 inne. Für seine Verdienste wurde er am 26. September 1968 noch zwei Mal mit der Army Distinguished Service Medal geehrt und trat daraufhin in den Ruhestand.
John W. Bowen war zwei Mal verheiratet. Aus seiner 1933 geschlossenen und 1960 geschiedenen ersten Ehe mit Elizabeth Whitthorne Judd gingen zwei Töchter hervor, darunter Elizabeth Whitthorne Bowen Ward (1936–2011). In zweiter Ehe war er von 1961 bis zu seinem Tode 1977 mit Renée Victoria de Marguenat verheiratet. Nach seinem Tode am 18. August 1977 wurde er auf dem San Francisco National Cemetery beigesetzt.

## Auszeichnungen
Auswahl der Dekorationen, sortiert in Anlehnung an die Order of Precedence of Military Awards:
- Army Distinguished Service Medal (4 ×)
- Silver Star (2 ×)
- Legion of Merit

## Hintergrundliteratur
- Assembly, Band 37, US Military Academy, Association of Graduates, 1978, S. 117 f. (Onlineversion (Auszug))